# هورشم (پنسیلوانیا)
هورشم (به انگلیسی: Horsham) یک منطقهٔ مسکونی در ایالات متحده آمریکا است که در پنسیلوانیا واقع شده‌است. هورشم ۲۶٬۱۴۷ نفر جمعیت دارد و ۷۵٫۹ متر بالاتر از سطح دریا واقع شده‌است.